# Associazione Calcio Sampierdarenese 1931-1932
Questa pagina raccoglie i dati riguardanti l'Associazione Calcio Sampierdarenese nelle competizioni ufficiali della stagione 1931-1932.

## Stagione
Dopo 4 anni ritorna la vecchia Sampierdarenese insieme a Cornetto e i vecchi dirigenti già esautorati, tra cui Lenuzza, Buttignol, Rebuffo e Riccardi. Dopo due anni nell'Imperia ritorna anche Ercole Carzino diventando allenatore e calciatore allo stesso tempo, doppio ruolo già svolto nel club precedente.

## Divise
| Prima divisa |

## Organigramma societario
Area direttiva
- Presidente: Buttignol

Area tecnica
- Allenatore: Ercole Carzino
- Allenatore in seconda: Árpád Hajós

## Rosa
| N. |                   | Ruolo | Calciatore          |
| -- | ----------------- | ----- | ------------------- |
|    | Italia (bandiera) | P     | Giuseppe Chittolina |
|    | Italia (bandiera) | P     | Vittorio Profumo    |
|    | Italia (bandiera) | P     | Ubaldo Narducci     |
|    | Italia (bandiera) | D     | Edgardo Ciancamerla |
|    | Italia (bandiera) | D     | Ernesto Finelli     |
|    | Italia (bandiera) | D     | Giuseppe Gola       |
|    | Italia (bandiera) | C     | Elios Del Ponte     |
|    | Italia (bandiera) | C     | Enrico Gallina      |

| N. |                   | Ruolo | Calciatore                      |
| -- | ----------------- | ----- | ------------------------------- |
|    | Italia (bandiera) | C     | Guido Gaviglio                  |
|    | Italia (bandiera) | C     | Ercole Carzino (Capitano)       |
|    | Italia (bandiera) | C     | Mario Nervi                     |
|    | Italia (bandiera) | A     | Gipo Poggi                      |
|    | Italia (bandiera) | A     | Luigi Bodrato                   |
|    | Italia (bandiera) | A     | Giuseppe Raggio (Vice capitano) |
|    | Italia (bandiera) | A     | Riccardo Fossati                |
|    | Italia (bandiera) | A     | Luigi Cambiaso                  |

## Calciomercato
Fonte:
| Acquisti | Acquisti            | Acquisti           | Acquisti   |
| R.       | Nome                | da                 | Modalità   |
| -------- | ------------------- | ------------------ | ---------- |
| P        | Giuseppe Chittolina | FBC Liguria (ris.) | definitivo |
| D        | Giuseppe Gola       | Derthona           | definitivo |
| C        | Ercole Carzino      | Imperia            | definitivo |
| C        | Guido Gaviglio      | Bari               | definitivo |
| A        | Elios Del Ponte     | Derthona           | definitivo |
| A        | Domenico Gariglio   | Vomero             | definitivo |
| A        | Mario Greppi        | FBC Liguria (ris.) | definitivo |
| A        | Mario Morando       | FBC Liguria (ris.) | definitivo |
| A        | Marco Tavella       | Rivarolese (ris.)  | definitivo |
| A        | A. Grossi           | ????               |            |
| A        | Luigi Landi         | ????               |            |

| Cessioni | Cessioni            | Cessioni                | Cessioni   |
| R.       | Nome                | a                       | Modalità   |
| -------- | ------------------- | ----------------------- | ---------- |
| P        | Gerolamo Pizzimboni | ????                    |            |
| P        | Giovanni Zucca      | Roma                    | definitivo |
| P        | Vittorio Profumo    | Sampierdarenese (ris.)? | definitivo |
| D        | Italo Righetti      | Schio                   | definitivo |
| D        | Roberto De Andreis  | ????                    |            |
| C        | Gaetano Montaldo    | Andrea Doria            | definitivo |
| C        | Giacomo Narizzano   | Pavia                   | definitivo |
| C        | Giuseppe Grabbi     | Saluzzo                 | definitivo |
| A        | Gettulio Falconi    | Sampierdarenese (ris.)  | definitivo |
| A        | Giovanni Gavello    | ????                    |            |
| A        | Carlo Gianelli      | Derthona                | definitivo |

## Statistiche

### Statistiche dei giocatori
Fonte:
| Giocatore      | Prima Divisione | Prima Divisione |
| Giocatore      | Presenze        | Reti            |
| -------------- | --------------- | --------------- |
| G. Alessandri  | 8               | 0               |
| S. Avvenente   | 3               | 0               |
| L. Bodrato     | 33              | 6               |
| L. Cambiaso    | 21              | 8               |
| Er. Carzino    | 6               | 0               |
| G. Chittolina  | 28              | -32             |
| E. Ciancamerla | 28              | 0               |
| E. Del Ponte   | 2               | 1               |
| E. Finelli     | 33              | 0               |
| R. Fossati     | 35              | 21              |
| E. Gallina     | 23              | 4               |
| D. Gariglio    | 7               | 2               |
| G. Gaviglio    | 11              | 0               |
| G. Gola        | 32              | 1               |
| M. Greppi      | 1               | 0               |
| A. Grossi      | 4               | 0               |
| G. Jonata      | 1               | 0               |
| L. Landi       | 1               | 0               |
| G. Maggio      | 12              | 2               |
| M. Morando     | 3               | 0               |
| U. Narducci    | 8               | -13             |
| M. Nervi       | 32              | 3               |
| S. Olmo        | 2               | 1               |
| E. Percivale   | 4               | 0               |
| G. Poggi       | 32              | 11              |
| G. Raggio      | 25              | 2               |
| M. Tavella     | 1               | 0               |